# Belleville (Ontario)

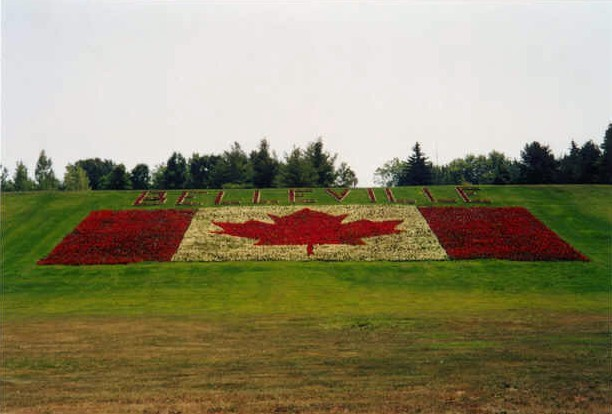
Blumenbeet seitlich des Highway 401 bei Belleville

Belleville [ˈbɛlvɪl] ist eine Stadt in der Provinz Ontario, Kanada und hat 50.716 Einwohner (Stand: 2016). Sie ist Sitz, aber nicht Teil des Countys Hastings und hat den Status einer separated municipality.

## Geographie
Die Stadt befindet sich am östlichen Ende des Lake Ontario an der Mündung des Moira River an der Bay of Quinte. Sie liegt am Highway 401 zwischen den kanadischen Großstädten Toronto (192 km Entfernung) und Montréal (356 km). Die Hauptstadt Kanadas, Ottawa, ist 221 km entfernt.

## Geschichte
Die älteste bekannte Siedlung war das Indianerdorf Asaukhknosk, die durch eine französische Mission namens Kente ersetzt wurde. Danach wurde sie nach prominenten Bewohnern Thurlow Village, Singleton's Creek und Meyers' Creek genannt.
Der Besuch des damaligen Leutnant-Gouverneurs von Oberkanada, Sir Francis Gore und seiner Frau im Frühling 1816 inspirierte die Bewohner schließlich dazu, den Namen der Siedlung zu Ehren der schönen Frau in Belleville zu ändern.

## Wirtschaft
Das verarbeitende Gewerbe ist ein großer Wirtschaftsbereich der Stadt. In Belleville haben mehrere größere internationale Industriebetriebe einen Sitz. Dazu zählen unter anderem Procter & Gamble, Kellogg’s, Streamline Foods, Autosystems, Amer Sports Canada, Sears und Avaya. Die Stadt befindet sich in ca. 15-minütiger Fahrt vom größten kanadischen Militärstützpunkt entfernt. Auf der Canadian Forces Base Trenton (CFB Trenton) ist das 8 Wing der Royal Canadian Air Force im militärischen Bereich des Flughafens stationiert. Der Flughafen ist auch für zivilen Flugverkehr geöffnet.
Im Jahr 1907 war die Whisky-Destillerie Corby abgebrannt, wurde aber wieder rekonstruiert und ging später in den Besitz der Firma Hiram Walker über. Der bekannteste Whisky der Brennerei Corby ist der Royal Reserve.

## Städtepartnerschaften
Die Stadt hat die folgenden Partnerstädte
- Deutschland, Lahr – seit 1971
- Südkorea, Gunpo – seit 1996
- Volksrepublik China, Zhucheng – seit 1996

## Persönlichkeiten
- Lee Aaron (* 1962), Rockmusikerin
- Drew Bannister (* 1974), Eishockeyspieler
- Dan Bain (1874–1962), Eishockeyspieler
- Brian Barlow (* 1952), Jazzmusiker
- Dickie Boon (1878–1961), Eishockeyspieler
- Gregory Butler (* 1940), Pianist und Musikpädagoge
- Hallie Clarke (* 2004), Skeletonsportlerin
- Matt Cooke (* 1978), Eishockeyspieler
- Nick Cousins (* 1993), Eishockeyspieler
- Brett Hull (* 1964), kanadisch-amerikanischer Eishockeyspieler der NHL
- Aislinn Hunter (* 1969), Schriftstellerin
- Frances Itani (* 1942), Schriftstellerin und Lyrikerin
- Avril Lavigne (* 1984), Rocksängerin und Songwriterin (nur in Belleville geboren, aufgewachsen in Napanee)
- Elizabeth Manley (* 1965), Eiskunstläuferin
- Norm Maracle (* 1974), Eishockeytorhüter
- Tom McGill (* 2000), Fußballtorhüter
- Rick Meagher (* 1953), Eishockeyspieler
- Curtis Nowosad (* 1988), Jazzmusiker
- Brian Orser (* 1961), Eiskunstläufer
- Andrew Raycroft (* 1980), Eishockeyspieler
- Brad Richardson (* 1985), Eishockeyspieler
- Nancy Anne Sakovich (* 1961), Schauspielerin
- Andrew Shaw (* 1991), Eishockeyspieler
- Harry Leslie Smith (1923–2018), britischer Autor, politischer Kommentator und Menschenrechtsaktivist
- Ed Westfall (* 1940), Eishockeyspieler
- Deryck Whibley (* 1980), Lead-Sänger, Gitarrist und Songwriter der Band Sum 41
- Tim, Nick und Matt der Emocore-Band Shotmaker